# Lieja-Bastogne-Lieja 1922
La Lieja-Bastogne-Lieja 1922 fou la 12a edició de la clàssica ciclista Lieja-Bastogne-Lieja. Es va disputar el 9 d'abril de 1922 sobre un recorregut de 218 km i fou guanyada pel belga Louis Mottiat, que s'imposà a l'esprint a un nombrós grup. Els també belgues Albert Jordens i Laurent Seret acabaren segon i tercer respectivament. Es desconeix la posició exacte amb què arribaren a partir de la 8a posició. Aquesta fou la segona victòria de Mottiat en aquesta cursa, després de l'aconseguida l'any anterior.

## Resultats
|   | Ciclista                   | Equip            | Temps      |
| - | -------------------------- | ---------------- | ---------- |
| 1 | Louis Mottiat (BEL)        | Alcyon           | 7h 27' 30" |
| 2 | Albert Jordens (BEL)       | Automoto-Russell | m. t.      |
| 3 | Laurent Seret (BEL)        |                  | m. t.      |
| 4 | Jules-Richard Matton (BEL) |                  | m. t.      |
| 5 | Hubert Noel (BEL)          |                  | m. t.      |
| 6 | Henri Hanlet (BEL)         |                  | m. t.      |
| 7 | Jacques Coomans (BEL)      |                  | m. t.      |
| 8 | Léon van Aken (BEL)        |                  | m. t.      |